# Kubanski hleb
Kubanski hleb je prilično jednostavan beli hleb, sličan francuskom i italijanskom hlebu, ali ima malo drugačiju metodu pečenja i listu sastojaka. Obično se pravi u obliku dužih hlebnih vekni nalik bagetima. Ono je osnovni sastojak kubansko-američke kuhinje i tradicionalno je hleb izbora za izradu autentičnih kubanskih sendviča.

## Opšte informacije
Za Kubanski hleb mnogi ljubitelji hleba kažu da je revolucionaran, da li zato sto je sa Kube ili samo zbog načina pečenja ili naćina pripreme, koja je drugačija, jer se oblikovano testo za hleb stavlja u hladnu rernu, pa dodatno narasta postepenim grejanjem rerne.
Hleb koji se dobije na ovaj način je vrlo ukusan i drugačiji po strukturi i ukusu od čuvenog No Knead hleba (za koji se koristi veoma dugo vreme fermentacije (dizanja testa) umesto da se testo gnječi kako bi se formirali nivoi glutena koji hlebu daju teksturu) i na momente po ukusu podseća na neku vrstu peciva.
Ceo postupak pripreme ovog hleba, od merenja sastojaka do vađenja pečenog hleba iz rerne traje oko 2 časa. I onda kada se hleb ohladi on meže da seče.
Hleb se lako seče bez mrvljenja i daje odličan ukus čuvenom Kunbanskom sendviču, koji se obavezan pravi sa Kubanskim hlebom (uz neke lokalne razlike) uz dodatak, senfa, pečene svinjetine, šunke i kiselog krastavcića.
Kubanski hleb pored toga što je neophodna osnova za „kubanski sendvič“ (koji se ponekad naziva „sendvič miksto“), može poslužiti i kao jednostavan doručak, posebno tostiran i premazan maslacem, a poslužen uz (a možda i umočen u) vruću kriglu kafe iz konzerve (jake tamne pečene kubanska kafa sa gaziranim mlekom).
Kako tradicionalni recept ne koristi konzervanse, kubanski hleb ako se ne pojede ubrzo nakon pečenja ima tendenciju da brzo ustaje i postane tvrd i suv. Međutim, može se zamrznuti i tako ćuvati do upotrebe. Tako je u nekim delovima Florde ustajali kubanski hleb postao ključni sastojak nekih kulinarskih recepata, npr. u oblasti Tampa gde se mese kroketi sa krabinim mesom i starim kubanskim hlebom, u obliku ragbi lopte.

## Istorija
Kubanski hleb je najverovatnije nastao kada se Kuba borila za nezavisnost od Španije u 19. veku, pa su tamošnji građani suočeni sa glađu i teškoćama, jeli hleb koji su na specifičan način pravili tadašnji dovitljivi kubanski pekari. Hleb je bio u vidu razvučenih u dugačkih tankih hlebčića dovoljnih za jedan pojedinačni obrok. Vremenom ova praksa se zadržala i dugo se nije menjala, kako na Kubi tako u Tampi na Floridi. Međutim sredinom 20. veka, tradicija izrade ovog hleba se skoro sasvim gubi na Kubi, gde se danas, takva vrsta hleba retko ili uopšte ne može naći, već samo posebna vrsta malog okruglog hleb, koja ne sliči klasičnom kubanskom hlebu.
Kako je krajem 1800-ih i početkom 1900-ih, putovanje između Kube i Floride (udaljene samo 90 milja), bilo lako, posebno do i iz Ki Vesta i Tampa, Kubanci su često putovali na ovoj realciji tražeči zaposlenja, seleći proizvodnju cigara u Ameriku, ličnog zadovoljstva (turizma) ili porodičnih poseta ranije emigriralim članovima porodice. U tom neprestanom i uglavnom nedovoljno dokumentiranog kretanju ljudi, kulture i ideja, „migrirao” je i kubanski hleb, pa je nemoguće tačno reći kada je zamrla proizvodnja ovog hleba na Kubi, i gde je tačno počela proizvodnja kubanskog hleba na tlu Amerike, koja se i do danas održava na prostoru Tampa i Majamija.
Pretpostavlja se, da je tradicija proizvodnje kunbanskog hleba, mnastavljena na Floridi, zahvaljujući radnicima (imigrantima) sa Kube, koji su dolazeći na Floridu sa sobom donosili i tradiciju ishrane kubanskim hlebom, od koga su bili spravljeni „miksto“ sendviči, koja su nosili kao glavni obrok na posao u fabrikama cigara.
Prvu pekaru, pekaru La Joven Francesca, koja je pekla kubanski hleb u Tampi, osnovao je Sicilijanac, Francisco Ferlita 1896. Pekara je bila glavni izvor svakodnevnog kruha zajednice s kruhom koji se prodavao za kruh od 3 i 5 centi. Kada je 1922. požar uništio pekaru, ostavivši samo peć od opeke. Ferlita je obnovio pekaru novoizgrađenom ali većom pekarom. Iz nje su dečaci svakog jutra isporučili sveži hleb stanovnicima Tampa. Raznosači su kačili na za tu namenu poboden ekser na spoljnem zidu kuće, gde je čeka da ga preuzme domaćica. Pekara je zatvorena 1973. godine, a ponovno je otvorena kao Državni muzej Ybor 1974. godine u sklopu muzejskog kompleksa, danas poznatog kao „Pekara Ferlita”.
Nešto kasnije hleb je poče ne samo da spravlja po kućama, već i po kafićima, dovitljivih vlasnika. Ovaj hleb u Tampi, pod uticajem živopisne mešavine kultura doseljenika u okrug Hilsboro, na zapadnoj obali Floride, na obalama zaliva Tampa bej (engl. Tampa Bay), do 1920-ih, stari „mikstos“ sa kubanskim hlebom spojio se u nešto jasniji - kubanski sendvič, koji mnogi gurmani širom sveta pozanju i vole kao - „originalnu kreaciju iz Tampa”.

## Druga namena Kubanskog hleba
Stari kubanski hleb je korišćen kao „oružje izbora“ u protestima koje su započeli pripadnici Republika Konč 1982. godine na Floridi, male nacije osnovane u zank protesta protiv secesije grada Key West na Floridi od strane SAD.
Naime dana 23. aprila 1982. godine, sa uzdignutom zastavom Republike Konč nad gradskom većnicom, brod Schooner Western Union, iz sastav „mornarica grada Ibora“ pod zapovedništvom kapetana Johna Krausa, isplovio je u luku i imitirajući gusare, napao bateriju američke obalske straže vodom iz balona, uštipcima sa školjkama i ustajalim kubanskim hlebom. Obalska straža je uzvratila vodom iz vatrogasnih šmrkova. Tako je započela Velika bitka za Republiku Konč, koja danas izdaje sopstvene pasoše i ima svoju valutu (Koči dolar) i premijera Dennis-a Wordlow-a.

## Spoljašnje veze
- Kubanski hleb